# Gårdtun fra Færøerne (Frilandsmuseet)
Frilandsmuseets gårdtun fra Færøerne er en lille bygd bestående af forskellige bygninger som fortæller om de særlige forhold på Færøerne; et beboelseshus suppleret med et forrådshus, et korntørringshus, en lille horisontalmølle og en stensat gødningsplads. Bygningerne og terrænet viser et udsnit af en typisk bygd fra 1800-årenes sidste halvdel. Bygningerne kommer fra forskellige steder på Færøerne og ligger på en skråning ned mod Mølleåen for at give et indtryk af forholdene på bygningernes hjemsted. Bygdens småhuse ligger spredt på indmarken, tunet, som oven for husene er skilt fra udmarken med et stengærde. På ægte færøske vis er den øverste række sten lagt løst med mellemrum, så fårene ikke tør springe over gærdet.

## Livsvilkår
På indmarken blev der dyrket seksradet byg i meget beskedne mængder, sidenhen kartofler, men hele tiden først og fremmest græs til fårenes vinterfoder. Det var derfor nødvendigt at holde løsgående får og kreaturer ude. De små marker blev bearbejdet med spade og var meget smalle for at de rigelige mængder regnvand kunne løbe af. Størst betydning for færingerne havde fårene, som var nemme og nøjsomme og året rundt kunne finde føden i udmarken. Fra fårene fik man uld og kød. Dyrehold og fiskeri var familiernes vigtigste eksistensgrundlag. Man fiskede på havet fra små robåde, som også transporterede varer og mennesker mellem øerne. Ikke mindst var den årlige fangst af grindehval betydningsfuld for alle og på fjeldenes stejle sider fangede man søfugle og samlede søfugleæg. Den frodige skærmplante kvan blev dyrket i en lille kvangård bag et gærde stablet op af sten og kranier af grindehvaler. Den var rig på C-vitamin og blev spist som grøntsag og brugt som lægeplante. Ifølge folketroen værnede kvan også bygden mod smitsomme sygdomme.

## Bygningerne
Hovedhuset er fra bygden Mula på nordspidsen af Bordoy, den største af de øer, der kaldes Nordoyar. Huset blev sammen med de øvrige færøske bygninger, nedtaget og sejlet til Sjælland i 1961 for at stå færdigt på museet i 1965. Det var en vanskelig opgave, at nedtage og udskibe bygningerne ned over en 25 meter høj klippeskrænt til havet. Her lå et fragtskib forankret og med en tovbane blev bygningsdelene firet ned, når der var roligt vejr - hvilket der sjældent er.
Beboelseshuset indeholder både bolig og en lille stald med plads til to køer. Det indeholder to meget forskellige stuer, som repræsenterer to meget forskellige rumindretningsprincipper; ét meget gammelt og et nyere, hvilket tydeligt ses udefra. I den ene ende er der en svær ydermur uden vinduer, bygget af opstablede sten. I den anden ende er huset bygget af brædder og der er vinduer både på forsiden og i gavlen. I den stenbyggede afdeling ligger røgstuen i halvmørke, da der kun er lys fra lyreåbningen i taget. Der er indhugget årstallet 1866, og formodentlig er denne røgstue, som er præget af en betydelig ældre byggetradition, en af de sidste der er indrettet i denne form på Færøerne. Der er et ildsted med åben ild med aftræk gennem lyren i tagryggen. Ildstedet er dog rykket fra midten og ud til den ene side og placeret i en stenforet trækasse. Der er tillige indrettet en slags skorsten, et røgfang af træ, som fortsætter i en aftrækskanal op gennem taget. Røgstuens åbne ildsted og mangel på vinduer er en udmærket illustration af hvordan et opholdsrum har set ud på et stadium som i Danmark blev forladt i 15-1600 årene. I røgstuen er der placeret alkover mellem ydervæggene og et træpanel. Foran alkoverne er der i hele rummets længde en bænk i hver side til at sidde og til at anbringe ting på f.eks. står der en typisk færøsk skotrok. Der var også siddepladser på en trebenet skammel og en skammel bestående af en ryghvirvel af en hval. Ved et klapbord er der blevet spist, f.eks. lufttørret fårekød og fisk, lunder og grindekød.
I glasstuen strømmer lyset ind gennem vinduer i gavlen og i siden. Vinduerne er forsynet med udvendige skodder. Der er loft over stuen, og der står en bilæggerovn af støbejernsplader som bliver indfyret fra et lille køkken lige foran stuen. Der har altså ikke været problemer med røg i glasstuen. Disse glasstuer er blevet almindelige i bygderne i anden halvdel af 1700-årene. Den store mængde træ i et hus fra de træfattige øer viser en vis velstand. Taget er af tørv med underliggende birkebark. Røgstuernes funktion blev bibeholdt som det fælles opholdsrum hvor de fleste indendørs arbejder blev udført. Glasstuen var den fine stue, hvor man bød gæster ind. En del steder blev det dog sådan, at ægtefolkene sov i glasstuen mens børn og tjenestefolk sov i røgstuen.
Småhusene var undertiden fælles for bygdens beboere, men det gælder ikke hjelden, et forrådshus især til animalske fødevarer. Gårdene havde ofte flere forrådshuse, til henholdsvis kød, fisk og eventuelt et til blandet opbevaring af uld, skind, fiskegrejer m.m. Disse huse har helt eller delvist bestået af tremmevægge, så den salte havluft havde fri adgang til at tørre kød og fisk så det kunne holde i lange perioder. Forrådshuset kommer fra Vidareidi på Vidoy som ligger på den anden side sundet ved Mula. Korntørringshuset, sodnhuset, kommer også fra Mula. Det fugtige klima på Færøerne gjorde det helt nødvendigt at tørre kornet inden det blev tærsket. Det skete over åben ild i sodnhuset hvor også selve tærskningen kunne foregå. Kornet skulle derefter males til mel og det skete ofte på håndkværn, da der ikke var tale om store mængder. Nogle steder havde man dog en lille vandmølle, en horisontalmølle. Museets lille vandmølle, placeret over et lille åløb, kommer fra Sandur på Sandoy.
Uden for gærdet ligger Mulas gamle løftesten, hvor mændene kunne prøve kræfter.
Færøerne var en del af de såkaldte bilande: Island, Færøerne og Grønland som i vikingetiden blev befolket fra Norge og de britiske øer. I 1035 blev Færøerne norsk skatteland og kom derfor til at høre under den danske krone, da Norge og Danmark fik samme konge i 1376. Efter afståelsen af Norge i 1814, forblev bilandene under Danmark, men havde lille økonomisk betydning da de lå afsides for tidens handelsveje og havde et meget lille befolkningstal. Fokus på fiskeri gav fornyet interesse for Færøerne op gennem 1800-tallet. Færøerne har siden 1948 haft selvstyre.